# كلوفيس الثاني
كلوفيس الثاني هو ملك المملكة الفرنجية الغربية، حكم مابين 639 و 657.